# Pedro Leão Veloso (diplomata)
Pedro Leão Veloso Neto (Pindamonhangaba, 13 de janeiro de 1887 — Nova Iorque, 15 de janeiro de 1947) foi um diplomata e ministro de Estado brasileiro.
Era filho de Pedro Leão Veloso Filho e neto do senador Pedro Leão Veloso.
Foi embaixador do Brasil na China de 1934 a 1935, embaixador do Brasil em comissão no Japão de 1935 a 1939, embaixador do Brasil na Itália de 1939 a 1941 e embaixador do Brasil na ONU de 1946 a 1947.
Assumiu o Ministério das Relações Exteriores do Brasil no governo Getúlio Vargas interinamente por três vezes, de 24 de agosto de 1944 a 20 de fevereiro de 1945, de 19 de março a 15 de abril de 1945 e de 6 de julho a 30 de outubro de 1945. Foi ministro das Relações Exteriores do Brasil no governo José Linhares, de 31 de outubro de 1945 a 30 de janeiro de 1946. Quando Ministro das Relações Exteriores fundou o Instituto Rio Branco, destinado à formação dos diplomatas. Em 26 de junho de 1945 assinou em São Francisco (Califórnia, Estados Unidos), pelo Brasil, a Carta de Fundação das Nações Unidas.